# Otachyrium versicolor
Otachyrium versicolor là một loài thực vật có hoa trong họ Hòa thảo. Loài này được (Döll) Henrard mô tả khoa học đầu tiên năm 1941.